# Romano R.92
Il Romano R.92 fu un aereo da caccia monomotore monoposto biplano sviluppato dall'azienda aeronautica francese Chantiers aéronavals Étienne Romano nella seconda metà degli anni trenta del XX secolo e destinato all'esportazione in Spagna.

## Storia del progetto
Oltre al contratto per 24 aerei da caccia R.83, il governo repubblicano spagnolo finanziò la conversione del prototipo dell'idrocaccia R.90 in un velivolo da caccia terrestre designato R.92. Questa particolare versione dello stesso progetto disponeva di un propulsore a V Hispano-Suiza 12Ycrs-l a 12 cilindri raffreddati a liquido erogante la potenza di 900 CV a 1 900 m. Il nuovo caccia si differenziava dallo R.83 per il motore, per l'aumento dell'area dellimpennaggio verticale di coda, alcuni rinforzi strutturali locali, l'adozione di un cannone da 20 mm montato tra i banchi del motore e il ritorno alla configurazione alare a gabbiano dell'R.90. Il prototipo dello R.92 fu apparentemente trasportato in un hangar della compagnia aerea Sabena a Evere, Bruxelles, per l'assemblaggio finale. Definito "aereo sportivo" e dotato di immatricolazione civile belga, lo R.92 venne collaudato in volo nella massima segretezza dal pilota collaudatore Jacques Lecarme del Centre d'Essais du Materiel Aerien (CEMA) francese prima della consegna alla Fuerzas Aéreas de la República Española, avvenuta a  Barcellona nell'estate del 1938. Il destino successivo dell'unico esemplare dell'R.92 non è noto.

## Descrizione tecnica
L'R.92 era fondamentalmente simile allo R.90 a parte il fatto di disporre di un motore a 12 cilindri a V Hispano-Suiza 12Ycrs-l raffreddato a liquido erogante la potenza di 900 CV a 1900 m, ed azionante un'elica tripala. Il carrello di atterraggio era triciclo posteriore fisso, con le ruote principali carenate, e il ruotino di coda orientabile. L'abitacolo aperto, situato subito dietro l'ala superiore, ospitava il pilota, protetto da un parabrezza. La configurazione alare era biplana a gabbiano, con l'ala inferiore, posizionata bassa sulla fusoliera, collegata alla superiore, posizionata alta a parasole, tramite una coppia di montanti interalari "ad N". L'armamento si basava su un cannone Hispano-Suiza HS-9 da 20 mm e due mitragliatrici Darne da 7,5 mm.

## Utilizzatori
Spagna
- Fuerzas Aéreas de la República Española